# José Moragas Saiz
José Moragas Saiz fou un polític espanyol, diputat a Corts Espanyoles durant la restauració borbònica.
Membre del Partit Liberal Fusionista, fou enviat des de Madrid per desplaçar del seu escó del districte de Tremp al diputat conservador Rafael Cabezas Montemayor a les eleccions generals espanyoles de 1898. Tanmateix, l'any següent es convocaren noves eleccions i fou desplaçat del districte de Tremp pel candidat independent José San Miguel de la Gándara